# حنش قزويني طويل
حنش قزويني طويل أو أفعى السوط القزوينية (بالإنجليزية: Caspian whipsnake)‏، (الاسم العلمي:Dolichophis caspius)؛ تعتبر هذه الأفعى أكبر أنواع الاحناش ضمن جنس الأحناش الطويلة، وتنتشر بشكل شائع في البلقان وأجزاء من أوروبا الشرقية.

## الوصف
ربما يعتبر الحنش القزويني الأكبر ضمن أنواع الأفاعي التي تستوطن أوروبا، حيث ينمو ليصل طوله ما بين 140-160 سم، وقد يتجاوز طول بعضها 200 سم، وقد تم تسجيل طول قياسي لأحد الأفاعي، حيث وصل إلى 250 سم.